# 17186 Sergivanov
17186 Sergivanov este un asteroid din centura principală de asteroizi.

## Descriere
17186 Sergivanov este un asteroid din centura principală de asteroizi. A fost descoperit pe 3 noiembrie 1999 la Socorro, New Mexico, în cadrul proiectului LINEAR. Asteroidul prezintă o orbită caracterizată de o semiaxă mare de 2,39 ua, o excentricitate de 0,16 și o înclinație de 1,6° în raport cu ecliptica.